# Angepasste Technologie

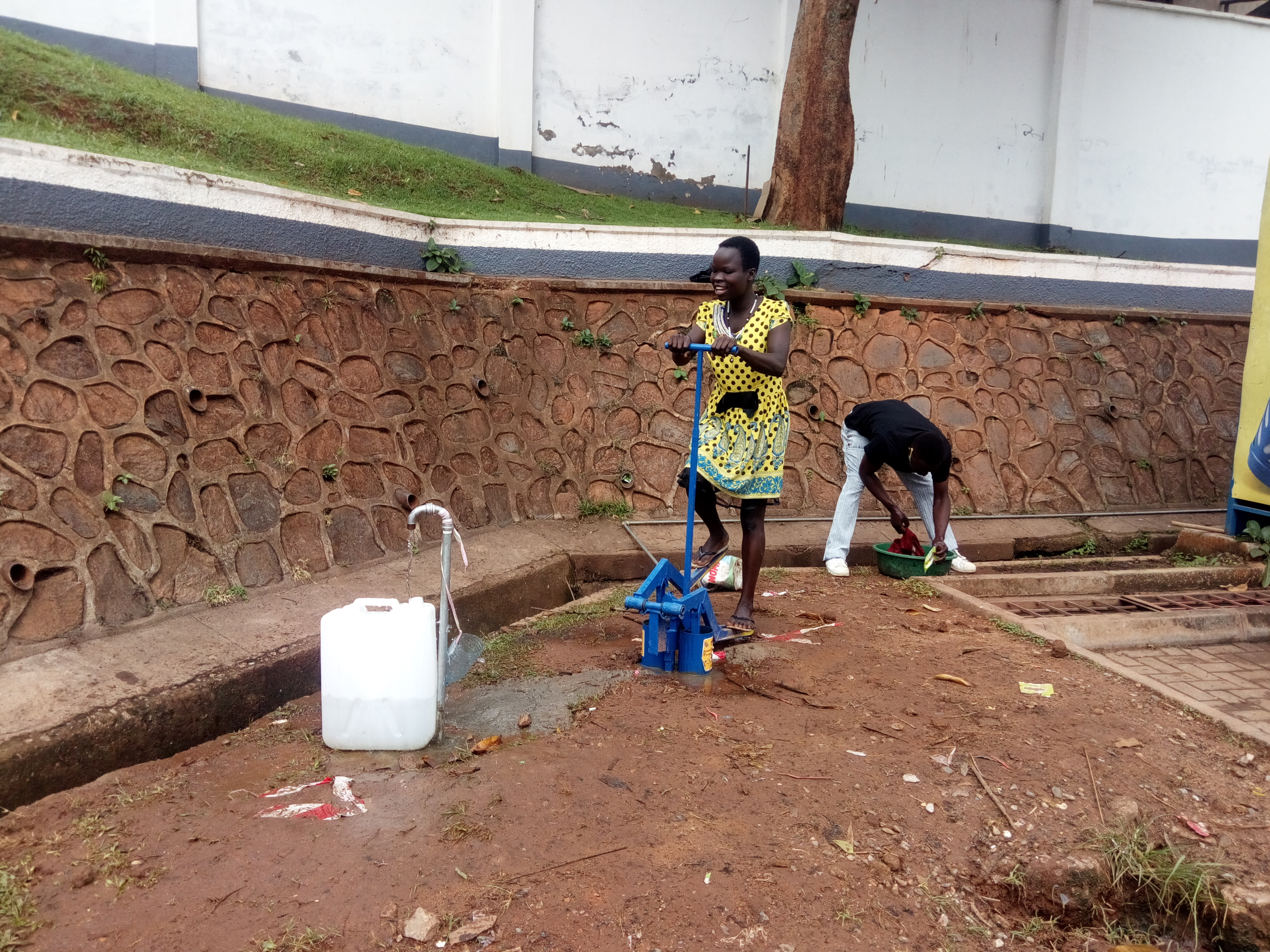
Die pedalgetriebene Wasserpumpe – eine angepasste Technologie?

Eine angepasste Technologie oder angemessene Technologie (engl. appropriate technology) soll individuelle (dezentrale) technische Problemlösungen in kleinem Maßstab ermöglichen, die energieeffizient, nachhaltig und auch in armen und abgelegenen Gegenden erschwinglich und reproduzierbar sind und dort ein autonomes Wirtschaften ermöglichen. Das Prinzip geht auf die Ideen des Ökonomen Ernst Friedrich Schumacher zurück, der ebenso wie spätere Befürworter Wert auf eine menschenbezogene Technik legte.
Die Begriffe werden überwiegend im Zusammenhang der Entwicklungszusammenarbeit verwendet. Durch Technologietransfer soll eine technologische Weiterentwicklung im gegebenen sozioökonomischen und kulturellen Kontext ermöglicht werden, ohne heimische subsistente Wirtschaftsstrukturen oder ökologische Lebensgrundlagen zu zerstören.
Im Wesentlichen kann angepasste Technologie also folgende begriffslogische Bedeutungsdimensionen haben:
- Eine Technologie ist der Aufgabenstellung funktional angepasst.

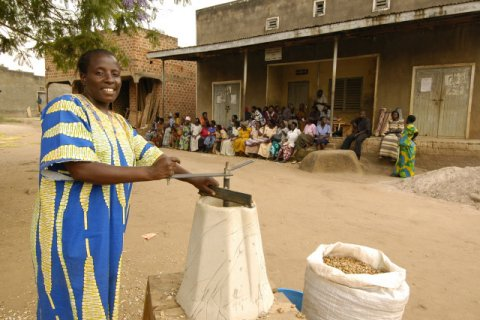
Der Universal nut sheller des Full Belly Project Ltd., hier in Uganda, lässt sich für 10 € aus Beton und einigen Eisenteilen herstellen.

- Eine Technologie ist der Umgebung im Einsatz angepasst.

## Bedeutung im engeren Sinn
Die obige allgemeinsprachliche Bedeutung erfährt als ein Konzept in der Theorie der „Entwicklungsökonomik“ – dies ist die Wirtschaftstheorie der Entwicklungsländer – eine genauere Eingrenzung und Konkretisierung. Hier bezeichnet angepasste Technologie im Unterschied zu einer kapitalintensiven und arbeitssparenden Import-(Hoch-)Technologie eine den technologischen Bedürfnissen und Fähigkeiten der Entwicklungsländer „angepasste Technologie“, die vor allem die Kernprobleme von Kapitalmangel, Arbeitslosigkeit und geringem technisch-wissenschaftlichem Know-how berücksichtigt. Wird die Produktion auf die Versorgung der einheimischen Bevölkerung mit einfachen Gebrauchsgütern umgestellt, so kann arbeitsintensiver produziert, die Marginalität verringert, Kaufkraft gebildet und Technik- und Technologiewissen erarbeit und erlernt werden. Das Konzept der angepassten Technologie orientiert sich am reichlich vorhandenen und ungenutzten Produktionsfaktor Arbeit. Da die meisten Nationalökonomien der Entwicklungsländer nicht vor Einflüssen der Weltwirtschaft abgeschottet sind, lässt sich das Konzept der angepassten Technologie nicht grenzenlos und nach Belieben umsetzen. Vielmehr müssen Marktgegebenheiten gründlich in Projektplanungen mit einbezogen sein (vgl. nachfolgende Kapitel).
Entsprechend dieser enger gefassten Bedeutung wird das Konzept der angepassten Technologie in der Entwicklungszusammenarbeit angewendet. In akademischen und universitären Kreisen ist zumeist die enger gefasste Bedeutungvariante die Maßgebende, wenn von „angepasster Technologie“ die Rede ist.
In der Vergangenheit haben angepasste Technologien in Entwicklungshilfeprojekten eine gewisse Bedeutung erlangt. Derartige Projekte werden zumeist von Nichtregierungsorganisationen, Graswurzelbewegungen oder religiösen oder weltanschaulichen Aktionsgruppen getragen. Bei den Entwicklungshilfeprojekten sind nicht selten auch staatliche oder private Institutionen der jeweiligen Entwicklungsländer am Projektgeschehen beteiligt. Regierungen aus den Industriestaaten sind teilweise ebenfalls involviert; infolge des Erzwingens der Liberalisierung der Märkte in den Entwicklungsländern sowie aufgrund von deren eigener starker industrieökonomischer Ausrichtung messen jedoch die politischen Institutionen der Industriestaaten dem Einsatz von angepassten Technologien nur geringe Erfolgschancen bei.
Der Einsatzbereich der angepassten Technologie beschränkt sich auf Umgebungen, die die personellen und technischen Ressourcen besitzen, die Technologie erfolgreich einzusetzen. Andernfalls erreichen die Investitionen nicht ihre angestrebte Amortisationsdauer. Besonders für Entwicklungshilfeprojekte ist dieses Kriterium wichtig (vgl. nachfolgende Kapitel).

## Entwicklungsverantwortung, Technologieanpassung und -kontrolle
Eine allgemeine Schwierigkeit liegt darin, dass im Zuge der Durchsetzung des neoliberalen Kapitalismus ökonomische Verteilungsprobleme verschärft werden und Gewinne an Ressourcen infolgedessen eine einseitige Verteilung erfahren. Ingenieuren auf allen Gebieten sollte das Bewusstsein gegeben sein, was die Entwicklung von Technologie bewirkt, mit welchen Folgen zu rechnen ist und dass grundsätzlich eine große Verantwortung darin liegt, Entwicklungsprozesse anzustoßen und zu lenken oder zu beeinflussen. Betrachtet man die ökonomischen Rahmenbedingungen der Weltwirtschaft, so kann nicht außer Acht gelassen werden, dass gerade ein sich verschärfender ökonomischer Druck Ingenieure, Naturwissenschaftler, Techniker und Manager dazu verleiten kann, Technologieentwicklungen einzig und allein am Profit zu orientieren und Nachhaltigkeitsbelange beiseitezuschieben.
Ingenieure müssen klären, für wen, das heißt für welche Zielgruppe eine zu entwickelnde Technologie bestimmt ist, welchen Nutzen sie mit sich bringt, welche Bedeutung ihr zukommt und wie sie angepasst an einen konkreten Verwendungszweck und an eine konkrete Umwelt eingesetzt werden kann. Dies ist Gegenstand des Technologiemanagements.
So gibt es angepasste Technologien, die extra auf den Einsatz in Entwicklungsländern zugeschnitten werden, bei denen man darauf achtet, dass eine nachhaltige Entwicklung mit ihrer Anwendung einhergeht. Eine Adaption für den Einsatz in einer besonderen Umgebung muss dafür eigens erarbeitet werden.
Dass im Kontext von weltanschaulicher Erziehung und gesellschaftlichem Handeln bestimmten Technologien auch Grenzen gesetzt werden müssen, wird klar, wenn man weiß, dass gewisse Technologieprodukte solch zerstörerische Kräfte entfalten können, dass sie den Fortbestand der Menschheit gefährden, sei es dadurch, dass diese Kräfte binnen Kurzem entfesselt werden, oder etwa dadurch, dass die Wirkungen erst im Laufe von Jahrzehnten voll entfaltet werden. Das Gesagte gilt für Nuklearwaffen gleichermaßen wie für die aus anthropogenen technischen Prozessen stammenden emittierten Treibhausgase beim Klimawandel. Das Setzen von Grenzen geschieht in erster Linie durch politisch-technische Kontrolle, doch die Verantwortung dafür kann nicht allein den Politikern überlassen werden. Ingenieure, Naturwissenschaftler, Techniker und Manager, die am Puls technischer Entwicklungen dichter dran liegen, müssen mitdenken und mitwirken.
Zweifellos können weder sanfte Hochtechnologien in den Industriestaaten noch angepasste Technologien in den Entwicklungsländern und in unterentwickelten Regionen die durch Marktzwänge begünstigten Fehlentwicklungen beim Umgang mit Technik, welche in konventioneller (kapitalistischer) Wirtschaftsweise produziert und zum Einsatz gebracht worden ist, begrenzen, jedoch wird mit der Konzeption jener Technologien der schleppenden Umsteuerung und Umorientierung der jüngeren Vergangenheit zumindest eine Alternative entgegengehalten. Aufgrund ihres nachhaltigen Charakters (im Sinne einer längere Zeit anhaltenden Wirkung) rücken sanfte Hochtechnologien und angepasste Technologien die Belange des Menschen wieder stärker in den Fokus der Entwicklungsanforderungen. Allerdings müssen sie in einem ökonomisch rauen Umfeld eine dafür notwendige Wirkung entfalten können.

## Einsatz in Entwicklungsländern oder in unterentwickelten Regionen

### Erarbeitete Konzepte
Die „angemessene Technologie“ (engl. appropriate technology) ist eine weiterentwickelte Form der sogenannten „Zwischentechnologie“ (engl. intermediate technology), ein Konzept, das der Wirtschaftswissenschaftler E. F. Schumacher in den 1960er Jahren für die Ökonomien der Entwicklungsländer erstmals entwarf und später, 1973, in einem Buch mit dem Titel „Small is beautiful“ (dt. Übers. u. d. T.: „Die Rückkehr zum menschlichen Maß“) verarbeitete. Schumacher kritisierte, dass in den bis zu dieser Zeit durchgeführten Entwicklungshilfeprojekten die großen Probleme der Entwicklungsländer wie Armut, Unterbeschäftigung und Landflucht nicht gelöst worden seien und diesen überdies mit kapitalintensiven Technologien Devisenentzug und große Umweltprobleme aufgebürdet worden seien. Schumacher forderte daher eine „intermediate technology“, zu deutsch, eine Zwischentechnologie, die der traditionellen Technologie weit überlegen, zugleich aber einfacher, billiger und freier als die Hochtechnologie der Industriestaaten sein sollte. Schumacher verlangte, die neue Zwischentechnologie solle arbeitsintensiv sein und humane Züge tragen; sie solle zwischen Harke und Traktor, zwischen Buschmesser und Mähdrescher liegen. Er bezeichnete die Produkte der neuen Zwischentechnologie als Kleintechnik (Motto: Small is beautiful). Mit seinen Forderungen löste er eine Debatte über passende Technologiekonzepte für Entwicklungsländer aus.
Die Kerninhalte seines Konzepts sind in vier Technologiemerkmalen zusammengefasst worden:
- geringe Größe (smallness)
- Einfachheit (simplicity)
- niedrige Kapitalkosten (capital-cheapness)
- Sanftheit (non-violence).

Die angestoßene Debatte führte zu einer Vielzahl an Veröffentlichungen, die diese Thematik behandelt haben. Institutionen und Fachleute begannen, sich mit Schumachers Überlegungen zu befassen. Die Politiker der Entwicklungsländer weigerten sich zunächst, das Konzept der „intermediate technology“ anzunehmen, den Einwand vorbringend, dass sie sich da mit einer zweitrangigen Technologie abfinden sollten. Unter Vermittlung der Vereinten Nationen einigte man sich schließlich Anfang der 1970er Jahre auf den Begriff „appropriate technology“ (angepasste Technologie), den dann auch Schumacher selbst schließlich übernahm. In der Fachwelt entstanden unzählige Definitionen und Kriterienkataloge: Das ursprüngliche Konzept von Schumacher wurde modifiziert.
Mitarbeiter des „Brace Research Institute“, das an die McGill-Universität in Québec/Kanada angeschlossen ist, haben in einem Handbuch unter dem Titel „A handbook of appropriate technology“ einen ausführlichen Kriterienkatalog für angepasste Technologie ausgearbeitet:
- Angepasste Technologie soll im Einklang mit örtlichen, kulturellen und wirtschaftlichen Bedingungen stehen, d. h. mit den menschlichen, materiellen und kulturellen Ressourcen der Gemeinschaft.
- Die Maschinen und Produktionsprozesse sollen von der Bevölkerung instand gehalten bzw. kontrolliert werden.
- Angepasste Technologie soll, wo immer möglich, örtlich verfügbare Ressourcen verwenden.
- Falls importierte Ressourcen und Technologien verwendet werden, soll die Gemeinschaft eine gewisse Kontrolle darüber haben.
- Angepasste Technologie soll, wo immer möglich, örtlich verfügbare Energiequellen benutzen.
- Sie soll umweltfreundlich sein.
- Sie soll kulturelle Zerrüttungen minimieren.
- Sie soll flexibel sein, damit die Gemeinschaft sich nicht selbst in Systeme hineinbegibt, die sich später als ineffektiv und unpassend herausstellen.
- Forschungs- und Leistungsaktivitäten sollen, wo immer möglich, integriert und am Ort ausgeführt werden, damit die Relevanz der Forschung für die Wohlfahrt der örtlichen Bevölkerung, die Maximierung der örtlichen Kreativität, die Mitwirkung der Ortsansässigen bei technologischen Entwicklungen und die Synchronisation der Forschung mit Feldaktivitäten sichergestellt wird.

Die neuen in den Fokus gelangten Überlegungen, die das Konzept der angepassten Technologie von dem ursprünglichen Konzept Schumachers abrücken, sind im Wesentlichen die zusätzliche Einbettung der Technologieanwendung in einen sozialen und kulturellen Kontext, die Tatsache, dass angepasste Technologie keinen Ausschließlichkeitsanspruch hegt, sondern als Durchgangsstadium und als Zwischenlösung für Entwicklungsökonomien aufzufassen ist, die als Teillösung neben höheren Technologien existiert, die Tatsache, dass der Einsatz angepasster Technologie in Wechselwirkung mit anderen Teilbereichen des Gesellschaftslebens steht, wie etwa mit dem Finanzwesen der Banken in den Entwicklungsländern mit ihren Finanzierungsmodellen und Finanzprodukten (Mikrokrediten etc.), des Weiteren mit den Forschungsaktivitäten der Institutionen. Der Entwurf des Konzepts der angepassten Technologie berücksichtigt ferner klein- oder mittelbetriebliche Produzierbarkeit, sowie darüber hinaus, dass nicht nur die Bereitstellung von Maschinen und Produktionstechnik, sondern auch Know-how, Organisationswissen, technische Ausbildung und Produktionserfahrung für das Gelingen der Projekte von Bedeutung sind.

### Praktischer Einsatz angepasster Technologien: Fallanalysen

#### Holzsparende Kochöfen in Guatemala
In den Entwicklungsländern ist im Allgemeinen das Kochen auf offenen Feuerstellen im Freien weit verbreitet. Diese Form des Kochens bietet der Bevölkerung einige Vorteile, jedoch ist sie auch mit Nachteilen verbunden. Als Vorteile sind hier zu nennen: die Reduzierung der Brandgefahr, verbesserte Kommunikation mit der Umwelt sowie die Erwärmung des Wassers durch die Sonne, wodurch sich die Zubereitungszeit erheblich verkürzen kann. Von Nachteil bei dieser Form des Kochens ist, dass durch die offene Feuerstelle sehr viel Energie verloren geht. Dies bedeutet, dass sich mit der verwendeten Energiemenge bei einer geschlossenen Feuerstelle länger kochen ließe. Aus diesem Grund muss die Bevölkerung mehr Brennholz verbrauchen als nötig wäre. So sind die Frauen und Kinder vielfach einige Stunden am Tag damit beschäftigt, Brennholz zu sammeln und legen dabei kilometerlange Strecken zurück.
An dieser Stelle sei auf das Beispiel Burkina Fasos verwiesen. In diesem Land, das im Norden seines Territoriums den Südrand der Sahelzone überschneidet, sind nur geringe Waldbestände vorhanden, zu allem Überfluss verringern sie sich jedes Jahr in einem gigantischen Ausmaß. Zur Hauptstadt Ouagadougou muss die Heizenergie mit enormen Energieaufwand über Entfernungen von 100 km transportiert werden. Man kann sich ausmalen, dass so die Energiekosten der Bevölkerung unnötig hoch sind. Auf Grund der Intensität des Brennholzsammelns werden die siedlungsnahen Gebiete immer holzärmer und die Wege, die zurückgelegt werden müssen, immer länger. Die gewonnenen Brennstoffe sind unergiebige Energiequellen; ihre Gewinnung erfordert viel Zeit, wenn sie aus Feld und Wald gewonnen werden. Die Rodung von Waldland für Brennholz fördert die Auslaugung des Bodens sowie Erosion; und die Nutzung von Dung entzieht dem Land den ohnehin knappen Dünger. Da die ökologische Gefahr bei dieser Art des Kochens relativ hoch einzuschätzen ist, und man durch den ständig steigenden Holzbedarf mit einer sich verschärfenden Holzknappheit in der Zukunft rechnet, begann man mit der Entwicklung holzsparender Öfen.
Zunächst wurde dieses Konzept in Guatemala umgesetzt; es sollte dann in einem weiteren Schritt auf Teile der Sahelzone inklusive Burkina Faso übertragen werden.
In Guatemala wird zwar auf offenen Feuerstellen gekocht, in der Regel aber nicht im Freien, so dass die Öfen möglichst raucharm betrieben werden müssen.
Die für Guatemala entwickelte Form des Ofens nennt sich „Lorena-Ofen“. Der Name setzt sich zusammen aus lodo (Lehm) und arena (Sand). Dieser Ofen konnte unter Anleitung problemlos selbst gebaut werden, und an die Bedürfnisse der jeweiligen Familie in Größe und Höhe angepasst werden.
Es wurden lokale Ressourcen wie Lehm, Laterit und Metall verwendet.
Für die Frauen war es nun möglich, stehend zu kochen anstelle des gebückten Kochens zuvor.
Auch in der von der Brennholzkrise besonders stark betroffenen Sahelzone sollte der Ofen eingesetzt werden. Der Lorena-Ofen konnte sich dort jedoch nicht behaupten, da die Hütten dort vielfach zu wenig Platz für einen Ofen bieten und zudem die Hütten überhitzen würden.
Auch die Verbreitung des Lorena-Ofens in Indonesien wurde geplant. Dabei stellte man dann fest, dass die Vermeidung des Qualms in den Hütten, die gerade zum besonderen Erfolg in Guatemala beigetragen hatte, sich in Indonesien als Krux erwies: Auf Grund der klimatischen Verhältnisse in Indonesien ist der Qualm erwünscht, um Insekten von den im Haus gelagerten Lebensmitteln fernzuhalten.
Anhand des Beispiels des Lorena-Ofens lässt sich sehr gut erkennen, dass eine vermeintlich angepasste Technologie sich in einem bestimmten Fall als wirklich angepasst herausstellen kann und bei der Übertragung in einen anderen Kulturkreis auf unerwartete Hindernisse stoßen kann. Dies bedeutet, dass ein technisches Produkt für jede Konstellation in einer passenden Variante konfektioniert werden muss, sofern es eine solche gibt, damit es Akzeptanz finden kann.
Der „angepasste Ofen“ muss den sozioökonomischen Gegebenheiten Rechnung tragen. Durch die Herstellung dieser Öfen wird kleinbetriebliche Low-Cost-Produktion gefördert; und Arbeitsplätze werden geschaffen. Außerdem kommt es zu Einkommensersparnissen durch einen geringeren Energieverbrauch, für dieses Geld können dann andere wichtige Anschaffungen getätigt werden, die zu einer Nachfragesteigerung in der lokalen Ökonomie führen. Zudem ist man unabhängig von ausländischen Experten. Durch den Einsatz dieser angepassten Technologie wurde ein erster wichtiger Schritt getan, dem Waldsterben in den Entwicklungsländern Einhalt zu gebieten.
Der Spareffekt wirkt sich bei der Akzeptanz der neuen Öfen nicht immer so aus, wie man es erwarten würde. Seitens der Frauen in Guatemala, die für den Erwerb des Ofens verantwortlich waren, wurde vielfach die verminderte Verletzungsgefahr für die Kinder als Hauptgrund für den Erwerb eines Ofens angegeben.
In diesem Zusammenhang sei noch auf eine andere angepasste Technologie hingewiesen. Es handelt sich dabei um die sogenannte „Hexenküche“, die in den Städten Lateinamerikas hauptsächlich zur Anwendung kommt. Zumeist wird in den Städten mit Kerosin gekocht. Das Kerosin wird dort zwar meist staatlich subventioniert, jedoch bleibt es dennoch für viele arme Familien unerschwinglich. Aus diesem Grund hat man sich einer „alten Technik“ besonnen, die aus Europa bekannt war. Dazu wurde eine besonders stark isolierte Kochkiste entworfen, in die nach dem Kochen der Topf hineingestellt wird. Da die Kochkiste über eine ausgesprochen gute Isolierung verfügt, kocht so der Inhalt des Topfes ohne weitere Energiezufuhr weiter. Es ergibt sich somit eine Energieeinsparung von ca. 30–40 % allein dadurch, dass die Energiezufuhr geringfügig eingeschränkt wird. Auch bei dieser Technik ist eine Anfertigung nach Maß möglich.

#### Biogasanlagen in Kamerun
Um die landwirtschaftliche Produktion in Kamerun zu erhöhen, setzte man Biogasanlagen ein, vor allen Dingen vor dem Hintergrund der sich ständig erhöhenden Preise für Mineraldünger. Eine Intensivierung der Tierhaltung gehörte zu den Planungen. Die Tierhaltung in Großbetrieben stellte eine Neuerung dar, da bis dahin die Tiere frei gehalten wurden und so oftmals der anfallende Dung als Energiequelle verloren ging. Durch den Bau von Biogasanlagen versuchte man mit angepasster Technologie den anfallenden Dung einer sinnvollen Nutzung zuzuführen.
Die Biogasanlagen stellen für Kamerun eine vernünftige Technologie dar, da organische Abfälle überall anfallen und einen günstigen Rohstoff darstellen, den es zu nutzen gilt. Zudem wirkt sich auch das dort vorherrschende tropische Klima besonders günstig auf diese Technologie aus. Die Methanbakterien, die für diesen Prozess nötig sind, arbeiten bei Temperaturen zwischen 4 und 60 °C. Jedoch ein geringer Temperaturabfall von 2 °C führt bereits zu einem spürbaren Rückgang der Gasproduktion. Bei einer konstanten Temperatur von ca. 20 °C wird mehr Methangas produziert als bei geringfügigen Schwankungen. Das Methangas entsteht durch einen Abbauprozess mit Bakterien unter Luftabschluss. Für die Füllung dieser Biogasanlagen sind tierische und menschliche Fäkalien, sowie Laub, Küchen- und Gartenabfälle geeignet. Die meisten der in Kamerun entstandenen Biogasanlagen haben ein Volumen von ca. 5 bis 7 m³.
Auch bei einer bescheidenen Viehhaltung lässt sich bereits der Gasbedarf zum Kochen für eine große Familie decken.
So entstehen bereits aus 1 m³ Stallmist in 24 Stunden bei einer Temperatur von ca. 10 °C ca. 30 Liter Methangas. Bei einer Temperatur von ca. 40 °C entstehen ungefähr 2000 Liter Methangas. Um die Funktionstüchtigkeit einer entsprechenden Anlage zu gewährleisten, ist das tägliche Beliefern Voraussetzung. Das dabei entstehende Gas ist vielfältig verwendbar. Damit lässt sich kochen, weiterhin ist eine Nutzung zur Stromerzeugung sowie als Treibstoff für Motoren möglich.
Bereits nach 42 Tagen nach Inbetriebnahme der Anlagen lässt sich erstmals der Faulschlamm gewinnen, der sich als hochwertiger Dünger eignet.
Durch die Biogasanlage wird das Dilemma der Bauern gelöst, ob sie den Dung als Brennmaterial oder als Dünger für die Felder verwenden sollen. Ein Kilogramm feuchten Dungs, der in einer Gasanlage verarbeitet wird, erzeugt acht- oder neunmal so viel Nutzwärme, wie wenn er getrocknet und dann verbrannt würde. Außerdem ergibt die gleiche Menge Dung 43 % mehr Dünger, als wenn er einfach auf den Misthaufen geworfen würde.
Die Errichtung solcher Anlagen erweist sich jedoch nur dann als sinnvoll, wenn genügend organischer Abfall anfällt. Die Konstruktion von diesen Anlagen ist nicht mit größeren Schwierigkeiten verbunden, die Gasglocke kann zum Beispiel aus Altmetall hergestellt werden. Lokale Betriebe übernehmen die Herstellung, dadurch werden Beschäftigungseffekte ausgelöst.
Als Projektresultat in Kamerun kam heraus, dass vor allem diejenigen profitieren konnten, die über genügend Tiere verfügt haben, und somit in der Lage waren, den Biogasanlagen den erforderlichen Input zu geben. Der ganz arme Teil der Bevölkerung blieb vom Nutzen an den Biogasanlagen ausgeschlossen. Die erzielten Beschäftigungseffekte fielen mäßig aus.

#### Zuckerherstellung in Indien
Um weißen Kristallzucker herzustellen, müssen insgesamt zwölf Arbeitsschritte durchgeführt werden, die im Folgenden genannt seien: Das Wiegen und Abladen des Zuckerrohrs, Zerquetschen und Mahlen, danach folgt die Reinigung und Filtrierung. Später wird dann der dabei entstandene Saft verdunstet und gekocht, weitere Arbeitsschritte sind die Kristallisation und die zentrifugale Trennung, zu einem späteren Zeitpunkt erfolgt dann das Trocknen und Einsacken des Zuckers.
Die Zuckerherstellung erfolgt in zwei verschiedenen Arten von Zuckerfabriken. Dabei stellt die im Weiteren als „OPS-Betrieb“ bezeichnete Form den sogenannten Offener-Tiegel-Sulfitationsprozess (engl. open pan sulfitation), die angepasste Technologie, dar.
Des Weiteren existiert noch eine andere Form der vereinfachten Produktion. Hierbei wird der chemische Prozess vereinfacht; man spricht in diesem Zusammenhang von der Vakuum-Tiegel-Sulfitation.
In den OPS-Fabriken müssen alle Prozesse dauernd von Einzelpersonen überwacht werden; in den VTS-Produktionsstätten dagegen ist eine zentrale Kontrolle möglich. Auch die menschliche Arbeitskraft wird bei der angepassten Technologie noch benötigt, da dort keine elektrischen Pumpen genutzt werden und so der Zuckersaft bei bestimmten Prozessen noch von Hand umgerührt werden muss. So ist es auch nicht verwunderlich, dass die ungelernten Arbeiter in den OPS-Fabriken noch zu anderen Zwecken eingesetzt werden als zu Reinigungsaufgaben. Aus dem Gesagten wird klar, dass in solchen Fabriken wesentlich mehr Arbeitskräfte zum Einsatz kommen als in Hochtechnologiefabriken.
Durch die kleinbetriebliche Zuckerproduktion ergeben sich Vorteile. In den ländlichen Gebieten kann so eine nicht geringe Anzahl von Arbeitsplätzen geschaffen werden. Diese zusätzliche Beschäftigung fällt in die Zeit zwischen die Bestellung der Felder und die Ernte. Eine große Zuckerfabrik in Bardoli beschäftigte 1971 / 72 außer den permanenten Arbeitern 350 Saisonarbeiter für je 200 Tage.
Weiterhin ergibt sich ein Vorteil durch die Zuckerfabriken, da sie einen um 25–40 % höheren Preis für das Zuckerrohr zahlen als andere Abnehmer. Sind die Zuckerfabriken einigermaßen gleichmäßig auf dem Land verteilt, so ergibt sich dadurch ein Absinken der Transportkosten, da der durchschnittliche Weg, der zurückgelegt werden muss, nicht mehr so lang ist. Bei einem Vergleich der beiden Fabriktypen kommt man zu dem Ergebnis, dass sich die angepasste Technologie wesentlich positiver auf die Beschäftigungssituation auswirkt als die moderne Variante. Die Ergebnisse aus Indien werden auch durch Resultate aus Ghana bestätigt. Während in Ghana die moderne Fabrik nämlich nur 476 permanente und 219 Saisonarbeiter benötigte, konnte die Fabrik mit der angepassten Technologie 700 permanente und 3000 Saisonarbeiter beschäftigen.
Man sollte allerdings auch erwähnen, dass die modernen Fabriken bei einer langen Saison der angepassten Technologie in Bezug auf die Produktionskosten je Einheit überlegen sind. Jedoch bei einer kurzen Saison ist es genau umgekehrt.

#### Wassererwärmung durch Sonnenenergie in der Türkei
Die Methode des Wasseraufwärmens durch Sonnenenergie wird seit Jahren überwiegend in der Ägäis, an der Mittelmeerküste und in einigen Gebieten von Mittelanatolien, sogar in den Dörfern in diesen Gebieten genutzt. Die Methode ist einfach: ein Wassertank, der gut isoliert ist und der der Form einer Thermosflasche ähnelt, wird je nach Bedarf mit 100 bis 500 Litern auf das Dach des Hauses gestellt. Auf der Sonnenseite des Daches wird ein plattenförmiger thermischer Solarkollektor befestigt, der dank der Sonnenenergie das Wasser im Tank aufwärmt. Wegen der guten Isolation des Wassertanks ist das Wasser sogar noch am Morgen angenehm warm. Da der Tank besonders bei Privatwohnungen auf das Dach gestellt wird, fließt das Wasser durch eine angelegte Leitung einfach herunter, aus diesem Grunde benötigt man keine Extrapumpe, die das Wasser nach unten pumpt. Man hat diese Methode besonders in den Dörfern an der Mittelmeerküste und in einigen Dörfern in Mittelanatolien nicht so sehr deswegen angewandt, weil das umweltfreundlich ist, insofern diese Verfahrensweise Holz oder fossile Brennstoffe überflüssig macht und viel Arbeit und Zeit spart, sondern aus dem einfachen Grunde, weil die meisten Dörfer keine Elektrizität hatten. In den Dörfern, die in puncto Elektrizität erschlossen waren, kam es bis vor etwa einem Jahrzehnt nicht selten zu Stromausfällen, sodass auch für diese die solarthermische Wassererwärmung attraktiv war. Vom gerade Gesagten einmal abgesehen, wird in den meisten Haushalten immer noch das Wasser in kohlebefeuerten Wannen aufgewärmt. Dies ist natürlich auch arbeitsintensiver, da erst Kohle herbeigeschafft und der Ofen angeheizt werden muss. Bis sich das Wasser erwärmt, dauert es ca. 20 – 25 Minuten. Aus diesen Gründen ist natürlich ein mit Solarenergie betriebener Wasseraufwärmer in Anbetracht der Zeit, der Wirtschaftlichkeit, des Komforts und natürlich nicht zuletzt unter dem Gesichtspunkt der Umweltfreundlichkeit eine gute Angelegenheit.
Betreffend die Beschäftigungswirkungen der Solarenergie-betriebenen Wassererwärmer wäre es zu euphorisch, zu behaupten, dass durch diese Technologie große Beschäftigungseffekte in der Türkei geschaffen worden seien; umgekehrt wäre es aber auch ungerecht, die geschaffenen Arbeitsplätze als ganz unbedeutend abzuqualifizieren. Besonders in der Ägäis und im Mittelmeergebiet gibt es mittlerweile auch in fast jeder Kleinstadt ein bis zwei Werkstätten, die sich auf das Gebiet der Solarenergie spezialisiert haben. Solarenergie wird nicht nur bei der Wassererwärmung genutzt, sondern auch bei der Energiegewinnung und bei der Erwärmung von Gewächshäusern.
Nach Schätzungen gibt es allein in Mersin (eine Stadt an der Mittelmeerküste) und Umgebung elf große und kleine spezialisierte Anbieter. Bei diesen Anbietern sind ca. 77 Personen beschäftigt (Stand: 1997).
Insgesamt hat diese relativ junge und unter der Bevölkerung der erwähnten Region sehr populäre Technologie zwar nur zu mäßigen, direkten und indirekten positiven Beschäftigungseffekten geführt, jedoch den Menschen das Leben erheblich erleichtert und überdies einen wichtigen Beitrag zu mehr Umweltfreundlichkeit geleistet.

### Kritik
Kritik an der Durchführung von Entwicklungshilfeprojekten mit angepassten Technologien kommt unter anderem von Helmut Zell, der Gelegenheit hatte, sich in einem zweijährigen Aufenthalt in Tansania mit den dortigen Realitäten auseinanderzusetzen. Zell bemängelt, dass, obwohl die zuständigen Institutionen in Tansania eine lange Liste von Prototypen vorweisen konnten, eine kommerzielle Markteinführung von Produkten der Angepassten Technologie nur sehr selten bis überhaupt nicht stattgefunden hat, da diese so gut wie nie Marktreife erlangt haben. In den meisten Fällen wurden sie aufs Geratewohl entwickelt, ohne dass dafür zuvor Wirtschaftlichkeitsberechnungen oder Marktstudien erstellt wurden. Sie wiesen häufig funktionale Mängel auf und zeichneten sich durch ein schlechtes Preis-Leistungs-Verhältnis aus. Zudem mussten sie nicht selten mit höherwertiger ausländischer Importware in Konkurrenz treten. Zell stellt fest, dass die (arbeitsmarktfreundliche) arbeitsintensive Produktionsweise in einem prinzipiellen Widerspruch zur Erzielung eines guten Preis-Leistungs-Verhältnisses steht. Zell bemerkt ferner, dass die dort zuständigen Institutionen kaum mit der heimischen Industrie richtig zusammengearbeitet haben und dass deren Entwicklung der Prototypen nicht zielführend auf ein Erreichen der Produktionsreife ausgerichtet gewesen ist, sondern vielmehr von Selbsterhaltungsinteressen geleitet gewesen war. Ein einziges Produkt der angepassten Technologie konnte Zell dort als konkurrenzfähig ausmachen.

## Wichtige Vertreter
Zu wichtigen Vertretern des Konzepts und Praktikern von angepassten Technologien gehören neben Ernst Friedrich Schumacher unter anderem Balkrishna Vithaldas Doshi, Buckminster Fuller, William Moyer, Amory Lovins, Sanoussi Diakité, Albert Bates, Victor Papanek, Giorgio Ceragioli, Frithjof Bergmann, Arne Næss, Mansur Hoda sowie Laurie Baker.